# Pasai
Pasai fou un sultanat islàmic d'Indonèsia al nord de Sumatra. Pasai era el nom de la regió i el sultanat era conegut com a Samudera (a la regió de Pasai hi havia també un altre principat anomenat Perlak). La capital fou Samudra (o Samudera) a la desembocadura d'un riu anomenat modernament Pasai que desaigua a la badia de Lhok Seumawe, a la costa nord-est de Sumatra, moderna província d'Aceh. Samudra va donar nom a l'illa de "Sumatra". La regió històrica de Pasè o Pasai s'estenia entre el riu Jambo-Ajé a l'est i el riu Pasè o Pasai a l'oest.
L'islam es va introduir a la regió al segle xiii. En aquest segle Srivijaya estava en plena decadència i havia perdut el control dels estrets que estaven infectats de pirates; els comerciants indis i perses preferien comerciar a la part nord de Sumatra el que va permetre el naixement del sultanat de Pasai. La tomba del seu primer sultà Màlik as-Salih està datada el 1297 però el 1262 fonts xineses ja diuen que el rei de Samudra va enviar ambaixadors a la Xina amb noms àrabs. A l'inici del segle xiv el regne d'Ayutthya va atacar Pasai i el sultà fou fet presoner. Tomé Pires, un portuguès resident a Malaca, va viure un temps a Pasai i en va recollir diverses tradicions i fets entre les quals la que diu que vers 1340 els mercaders musulmans establerts a Pasai van elegir rei a un bengalí; per la mateixa època Pasai fou atacada pels javanesos i ocupada per algun temps i el sultà va haver de fugir.
El territori fou visitat per Ibn Battuta el 1345-1346 que diu que el sobirà propagava l'islam als territoris veïns. El 1365 o poc abans el sultà va haver de reconèixer la sobirania del regne hindú-javanès de Majapahit. El 1409 el sultà Màlik az-Zahir (net de Màlik as-Salih) va fer aliança amb el rei de Malaca que aquell any havia esdevingut musulmà, i la filla del sultà de Pasai es va casar amb el sultà de Malaca. L'almirall xinès musulmà Zheng He, en tres de les seves set expedicions entre 1405 i 1433 va estar a Pasai i en una d'elles va prendre partit per un príncep en una querella dinàstica successòria contra el príncep Iskandar; aquest fou fet presoner i enviat a la Xina on fou executat. L'ambaixador xinès Cheng Ho diu que el 1416 Pasai estava embolicat en una guerra amb Nago (Pidië/Pedir)
Al segle xv va haver de competir amb Malaca pel comerç. Després de la conquesta de Malaca pels portuguesos el 1511, foren Johore i els sultanats d'Aru i Pedir (els dos a Sumatra) els que van aprofitar la situació. El 1520 el portuguès Jorge de Albuquerque, nebot d'Afonso, va atacar Pasai i un dels seus soldats va matar el sultà Zainal Abidin. Albuquerque va posar al tron un adolescent de la família reial i va fundar una fortalesa portuguesa.
El 1523 fou conquerit pel sultanat d'Aceh (Atjeh). Els portuguesos foren expulsats al cap de pocs mesos. Les tombes han permès identificar els 32 sultans de Pasai.
Les restes arqueològiques no són gaire importants i estan formades principalment per 160 tombes entre les quals la d'una princesa al poble de Minye Tujuh, a uns 35 km terra endins, al sud de Pasai; té la particularitat d'estar gravada en malai, en una escriptura del tipus devanagiri d'origen indi, i en àrab. Les fonts escrites sobre l'estat són el Hikayat Raja Pasai o "cronica dels reis de Pasai", en malai. El "Nagarakertagama", un poema èpic escrit el 1365 a Majapahit, esmenta Pasai com un país tributari, però tots els tributaris esmentats fora de Java no eren més que establiments comercials.

## Banderes
Drap rectangular blanc amb un petit quadre negre al cantó; al blanc dues espases creuades amb la punta cap al vol, de color negre.
Tres banderins triangulars, el primer negre amb una vora per torts costats de color blanc; el segon vermell amb dues espases creuades blanques amb la punta cap el vol i sobre les dues espases un disc blanc; i el tercer blanc amb dues espases creuades de color vermell amb la punta cap al vol, i sobre les espases un disc vermell